# Bardo (Powiat Ząbkowicki)
Bardo [ˈbardɔ] (auch Bardo Śląskie; deutsch: Wartha) ist eine Stadt in der Stadt- und Landgemeinde Bardo Śląskie im Powiat Ząbkowicki der Woiwodschaft Niederschlesien in Polen. Zudem ist sie einer der bekanntesten Marienwallfahrtsorte Schlesiens.

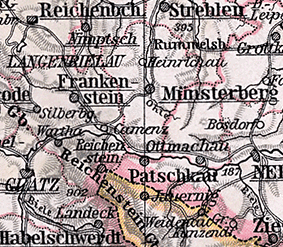
Wartha südsüdwestlich von Frankenstein, nordöstlich von Glatz (Landkarte von 1905).

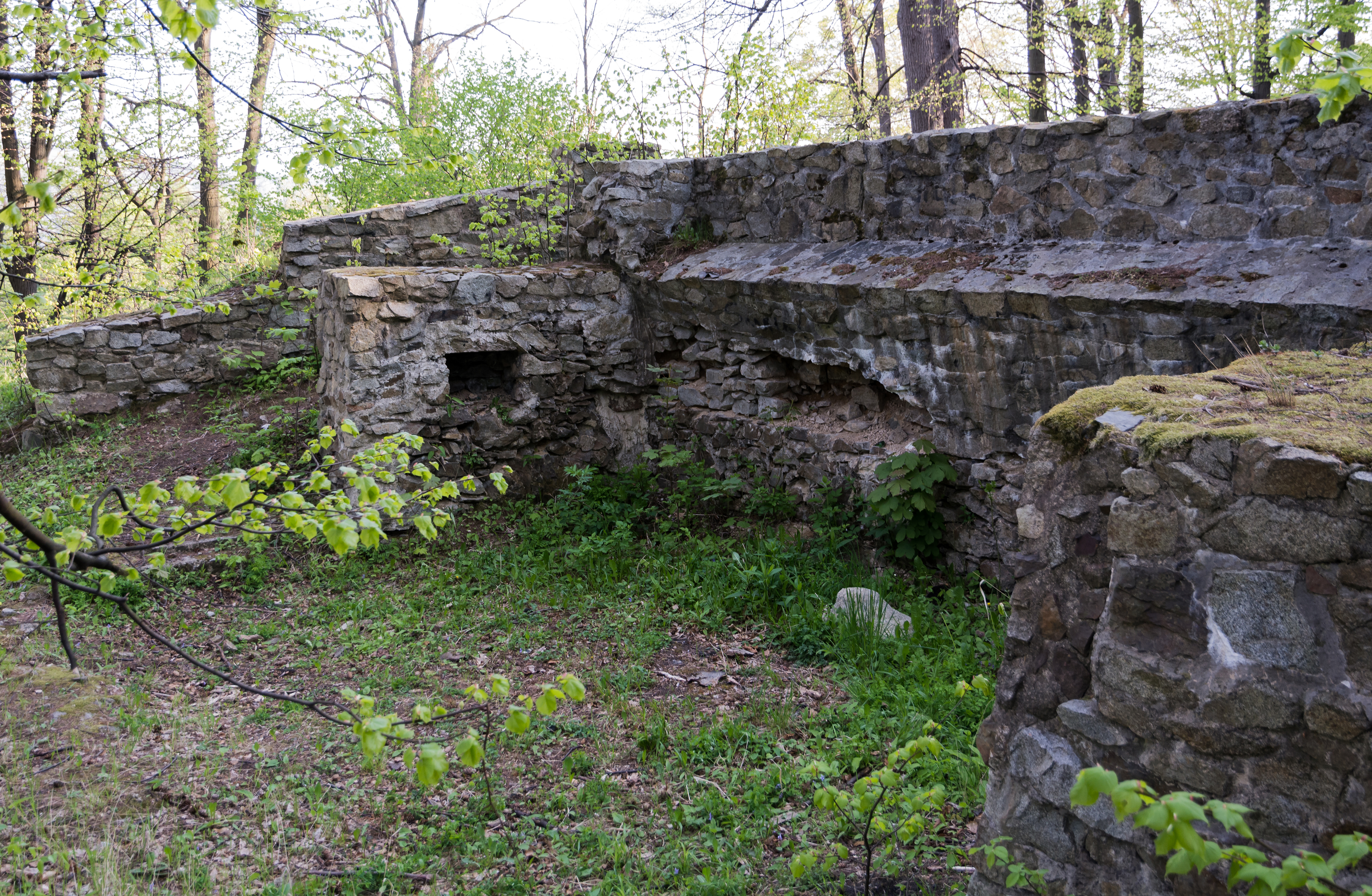
Reste der Burg Wartha

## Geographische Lage

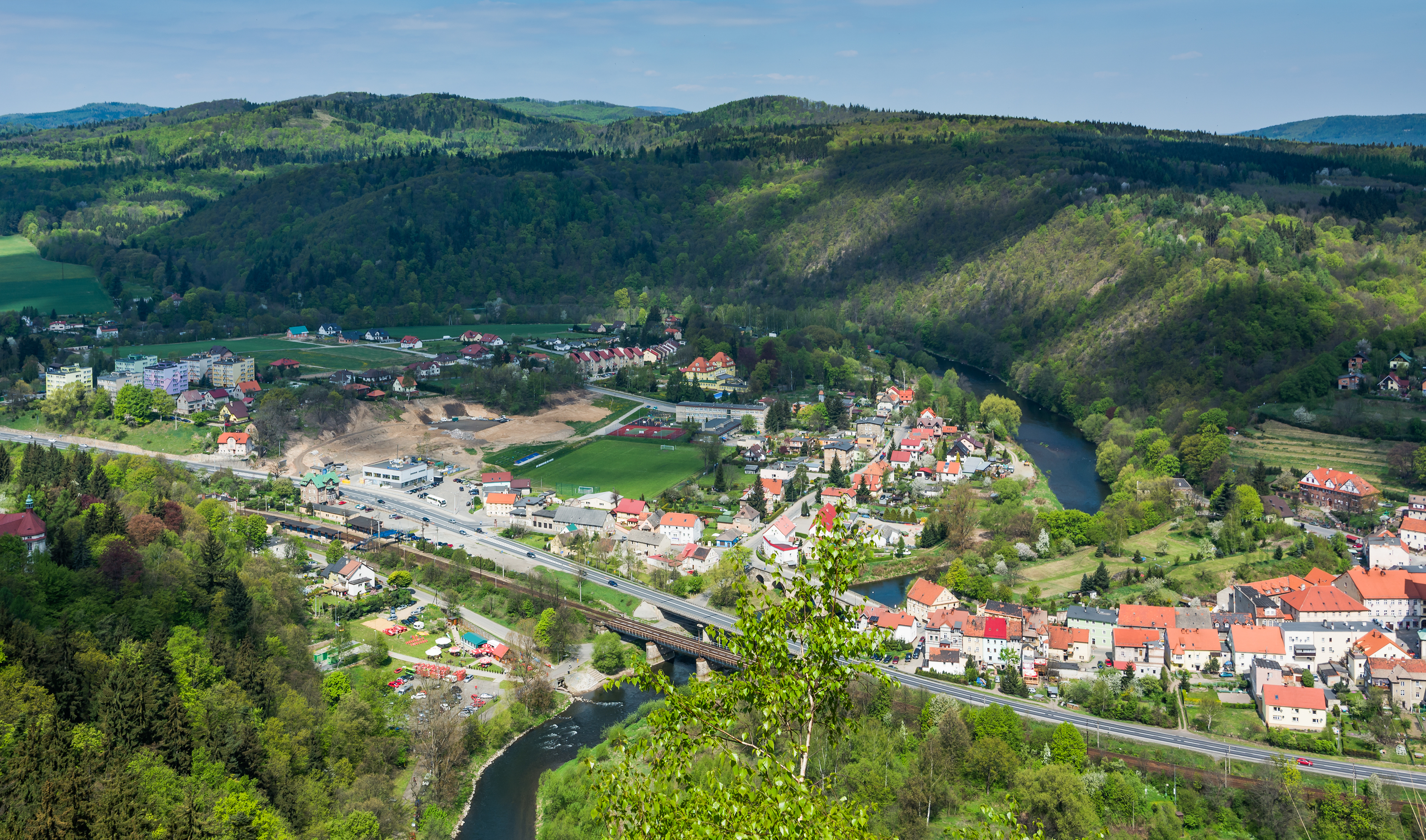
Blick über den Ort

Die Stadt liegt in Niederschlesien am Pass von Wartha (Przełęcz Bardzka) an der Glatzer Neiße, die hier aus dem Glatzer Kessel durch das Warthagebirge (Góry Bardzkie) nach Schlesien eintritt, zehn Kilometer südwestlich von Ząbkowice Śląskie (Frankenstein).
Nachbarorte sind Brzeźnica (Briesnitz) im Norden, Potworów (Riegersdorf) und Przyłęk (Frankenberg) im Nordosten, Piasek (Sand) im Osten, Janowiec (Johnsbach), Dzbanów (Banau), Ożary (Hemmersdorf) und Laskówka (Gierichswalde) im Südosten, Boguszyn (Friedrichswartha) und Dębowina (Eichau) im Südwesten sowie Morzyszów (Morischau) und Opolnica (Giersdorf) im Westen. Südwestlich liegt der 459 m hohe Wachberg (Strażnik).

## Geschichte

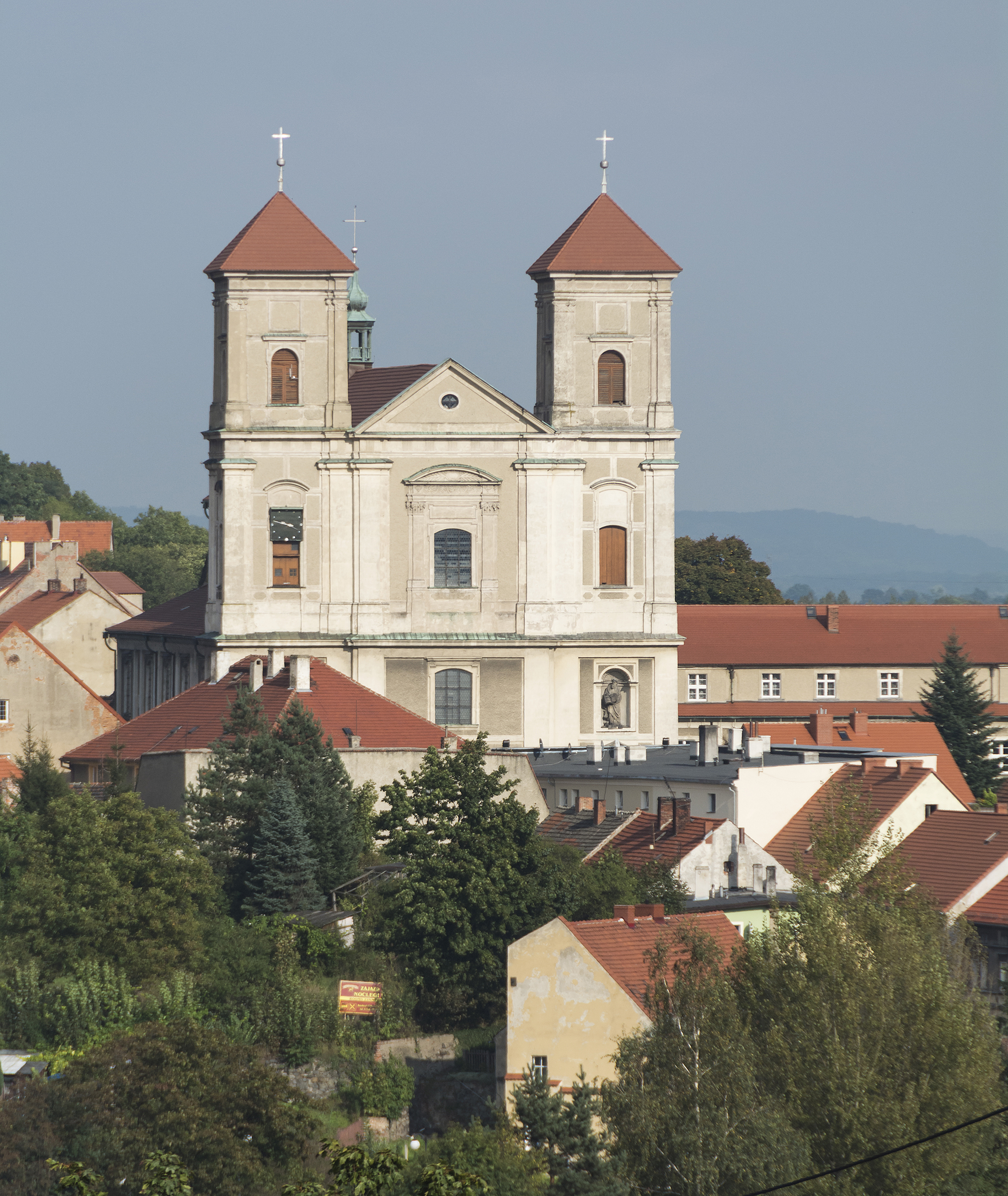
Wallfahrtskirche „Mariä Heimsuchung“

Die Stadt liegt an einer alten Handels- und Heerstraße, die von Prag über Glatz, Nimptsch und Breslau bis nach Gnesen führte. Sie war durch feste Burgen gesichert und wurde u. a. von Bischof Otto von Bamberg 1124 benutzt, als er zur Christianisierung nach Pommern zog.
Die Warthaer Burg sicherte den Pass von Wartha und den Durchbruch der Glatzer Neiße am Übergang vom Glatzer Land nach Schlesien. Sie spielte in den seit dem 10. Jahrhundert andauernden Streitigkeiten zwischen Böhmen und Polen um die Vorherrschaft in Schlesien eine besondere strategische Rolle. 1096 wurde sie vom böhmischen Herzog Břetislav II. zerstört und eingenommen und war 1128 noch im böhmischen Besitz. 1155 war Wartha bereits Sitz eines polnischen Kastellans und gehörte zum Herzogtum Schlesien. Nach dessen Teilung 1248 gelangte sie an das Herzogtum Breslau, ab 1278 an das Herzogtum Schweidnitz und ab 1321 zum neu begründeten Herzogtum Münsterberg. 1334 wurde Wartha erstmals als Stadt bezeichnet. Zusammen mit dem Herzogtum Münsterberg gelangte es 1336 als ein Lehen an die Krone Böhmen, was Herzog Bolko II. im selben Jahr im Vertrag von Straubing anerkannte.
1711 vernichtete ein Feuer weite Teile der Stadt. Nach dem Ersten Schlesischen Krieg fiel Wartha wie fast ganz Schlesien 1742 an Preußen. Die Grundherrschaft über Wartha gehörte bis zur Säkularisation 1810 dem Kloster Kamenz und zu einem kleineren Teil der Stadt Frankenstein. Nach der Neugliederung Preußens gehörte Wartha seit 1815 zur Provinz Schlesien und war ab 1818 dem Landkreis Frankenstein in Schlesien eingegliedert, mit dem es bis 1945 verbunden blieb.
Von wirtschaftlicher Bedeutung war neben dem Wallfahrtsbetrieb das mit diesem zusammenhängende Bäcker- und Pfefferküchlerhandwerk, sowie der Tourismus, der sich mit dem Anschluss an die Eisenbahnlinie Breslau–Glatz ab 1874 entwickelte. 1916 wurde das Ursulinen-Kloster St. Angelika errichtet und zwischen 1935 und 1938 oberhalb der Stadt das Kloster der Breslauer Marienschwestern. Dieses diente während des Zweiten Weltkriegs zunächst als Umsiedlerlager, danach als Adolf-Hitler-Schule. 1939 betrug die Zahl der Einwohner 1736.
Als Folge des Zweiten Weltkriegs fiel Wartha 1945 mit dem größten Teil Schlesiens an Polen. Nachfolgend wurde es in Bardo umbenannt. Die deutsche Bevölkerung wurde, soweit sie nicht vorher geflohen war, weitgehend vertrieben. Die neu angesiedelten Bewohner waren teilweise Zwangsumgesiedelte aus Ostpolen, das an die Sowjetunion gefallen war.
Durch die Abnahme der Einwohnerzahl verlor die Ortschaft 1945 die Stadtrechte. 1954 wurde sie zur stadtartigen Siedlung erhoben. Nachdem Zellulose- und Papierfabriken in Betrieb genommen wurden, nahm die Bevölkerungszahl wieder zu, so dass die Ortschaft 1969 die Stadtrechte zurückerhielt. Von 1975 bis 1998 gehörte es zur Woiwodschaft Wałbrzych (Waldenburg).

### Marienwallfahrt

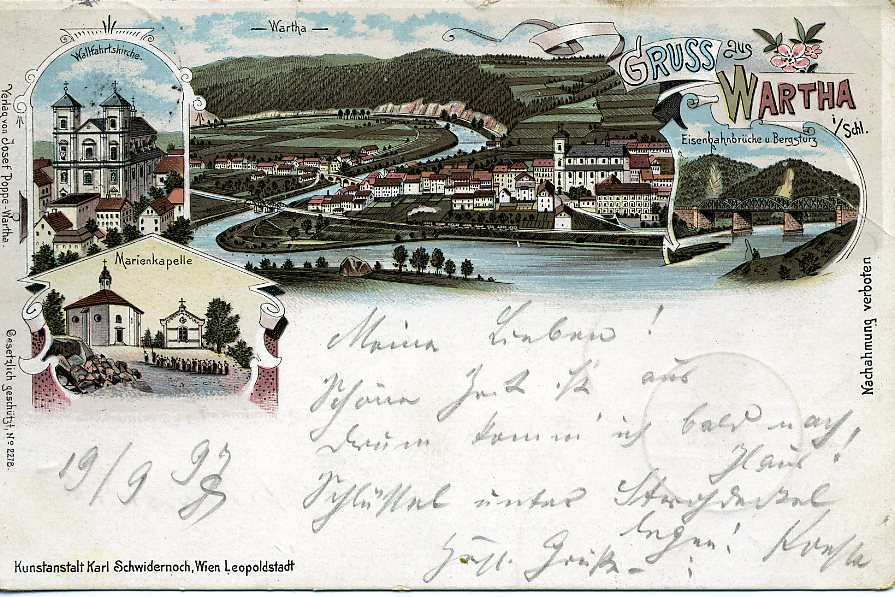
Lithographie aus dem Jahre 1897

Bereits in der zweiten Hälfte des 12. Jahrhunderts bestand in Wartha eine Kapelle, die der Breslauer Bischof Siroslaus II. 1189 den Johannitern schenkte. Bischof Laurentius übergab sie 1210 dem neu gegründeten Kloster Kamenz der Augustinerchorherren, von dem sie 1247 an die Kamenzer Zisterzienser gelangte. Das Marienpatrozinium der Kapelle ist für das Jahr 1299 belegt. Das bis heute verehrte Gnadenbild ist eine 42 cm hohe Sitzmadonna aus Lindenholz aus dem 13. Jahrhundert. Sie soll die älteste Mariendarstellung Schlesiens sein. Die um die Mitte des 15. Jahrhunderts erwähnte Marienwallfahrt betreuten die Zisterzienser des Klosters Kamenz, die Wartha zu einer Propstei erhoben.
Um 1315 wurde die sogenannte „böhmische Kirche“ errichtet, die in den Hussitenkriegen zerstört und 1436 sowie nach dem Dreißigjährigen Krieg wieder aufgebaut wurde. Daneben wurde von 1408 bis 1411 die sogenannte „deutsche Kirche“ erbaut, die nach den Zerstörungen durch die Hussiten 1440 wiedererrichtet und 1665 nochmals neu erbaut wurde. An der Stelle dieser älteren Kirchen wurde zwischen 1686 und 1704 unter dem Kamenzer Abt Augustin Neudeck (1681–1702) die barocke Wallfahrtskirche „Mariä Heimsuchung“ errichtet und am 28. September 1704 vom Breslauer Weihbischof Franz Engelbert Barbo von Waxenstein eingeweiht.

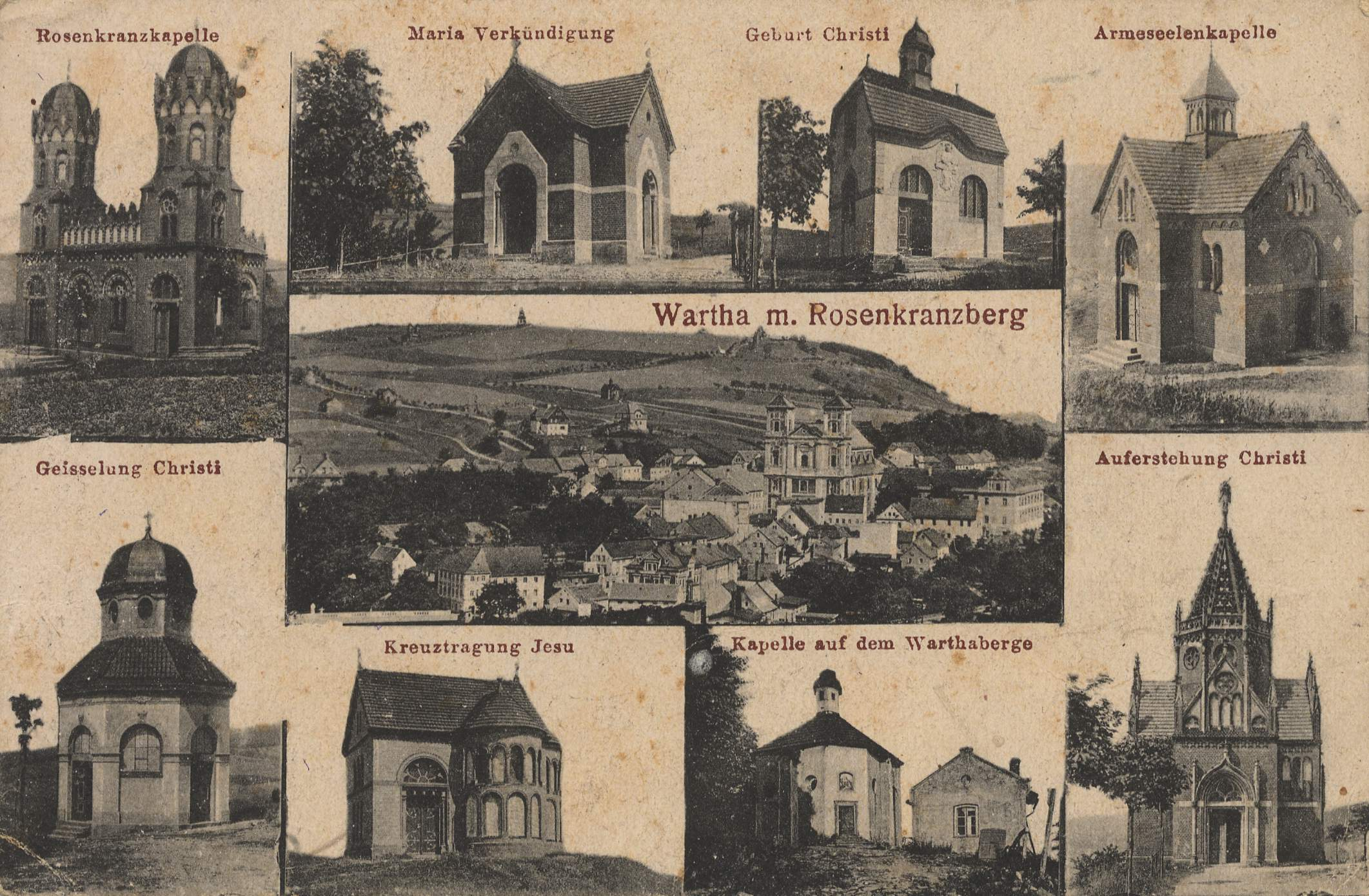
Stadtansicht mit Rosenkranzberg

Die Pilger kamen nicht nur aus dem Kamenzer Stiftsland, sondern auch aus Schlesien, der Grafschaft Glatz, Mähren und Böhmen. Die Zahl der jährlichen Wallfahrer lag bei 170.000, deren Betreuung ab 1900 die Redemptoristen übernahmen. Sie errichteten ab 1905 den sogenannten Rosenkranzberg, auf dem viele Kapellen mit Darstellungen einzelner Szenen aus dem Rosenkranz erbaut wurden. Ebenfalls zur Wallfahrt gehört die Marienkapelle, die auf dem Gipfel des 584 m hohen Warthaer Berges in den Jahren 1617 bis 1619 errichtet wurde.
Nach dem Übergang 1945 an Polen ging die Bedeutung der Wallfahrt während der kommunistischen Herrschaft zurück. Trotzdem konnte das Gnadenbild am 3. Juli 1966 durch den damaligen Breslauer Weihbischof Bolesław Kominek am 3. Juli 1966 gekrönt werden. Nach der politischen Wende von 1989 konnte sich die Wallfahrt wieder frei entfalten; sie spielt seither wieder eine bedeutende Rolle im religiösen Leben Schlesiens.

## Sehenswürdigkeiten

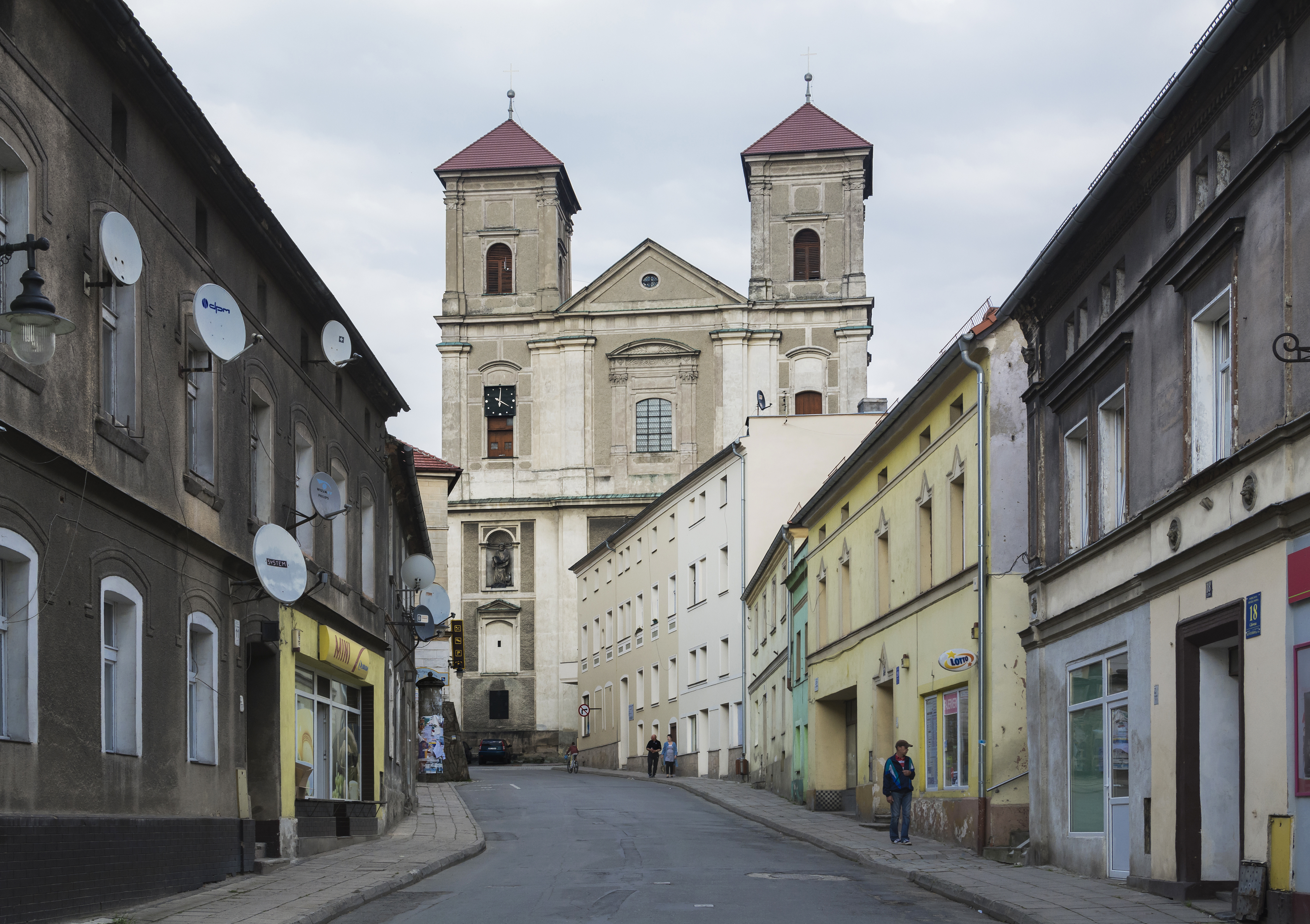
Altstadt mit Blick zur Wallfahrtskirche

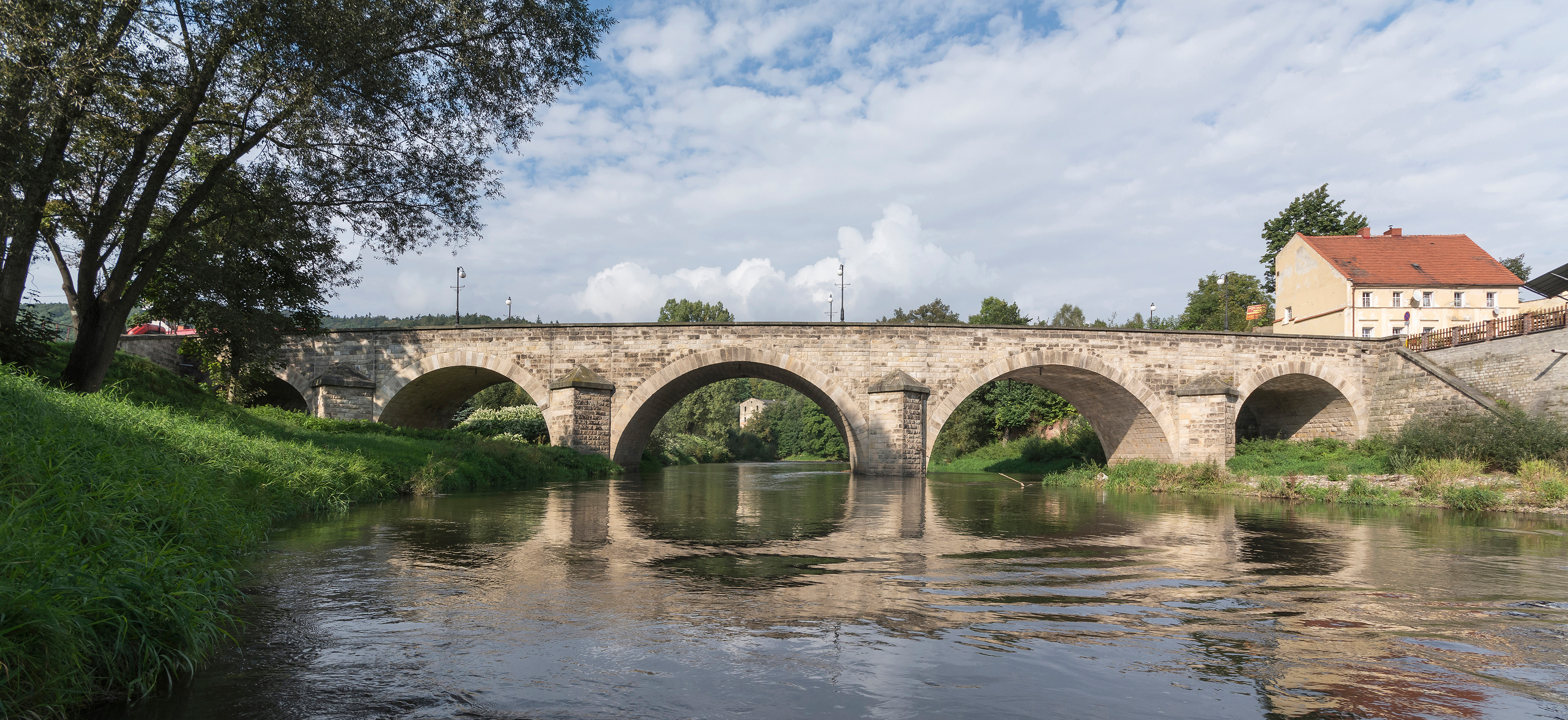
Steinerne Brücke

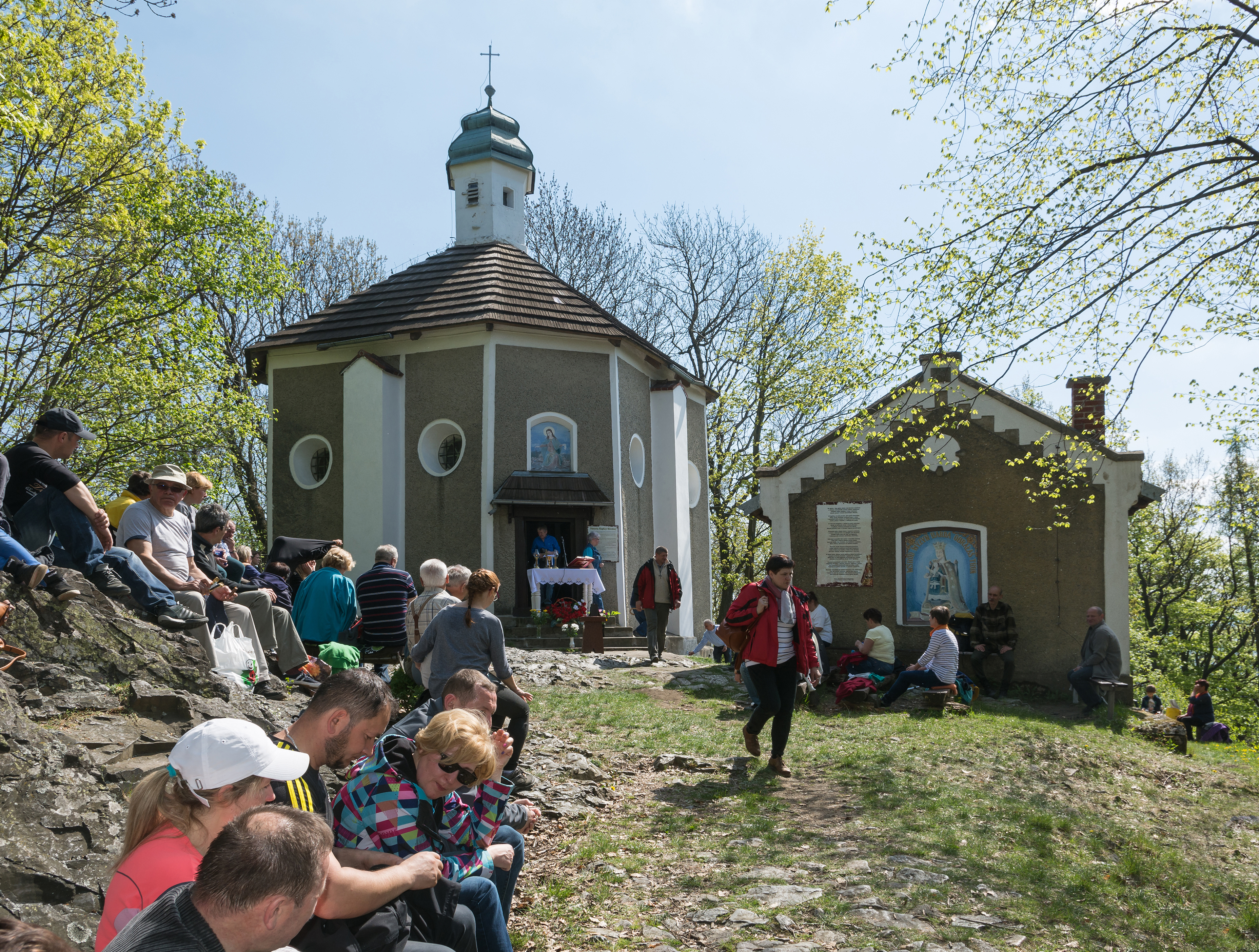
Marienkapelle

- Wallfahrtskirche: Mariä Heimsuchung (Wartha)
- Das von 1712 bis 1716 errichtete dreigeschossige Pfarrhaus dient heute als Redemptoristenkloster und Museum für Sakrale Kunst.
- Die Steinerne Brücke über die Glatzer Neiße stammt aus dem 15. Jahrhundert.
- Die Marienkapelle auf dem Warthaberg wurde von 1617 bis 1619 errichtet.
- Auf dem sogenannten Rosenkranzberg errichteten die Redemptoristen ab 1905 bis 1939 mehrere Kapellen nach Entwurf des Architekten Ludwig Schneider. In den Kapellen werden Szenen aus den Rosenkranzgeheimnissen dargestellt.
- Bergsturz von Wartha, ein noch immer gut sichtbarer massiver Felsabbruch von 1598
- Reste der Burg Wartha südlich der Kernstadt
- Das 1811 errichtete Jagdschloss im Stadtteil Opolnica (Giersdorf)

## Einwohnerzahlen
- 1840: 0947 Einwohner, davon 907 katholisch
- 1885: 1198, davon 1164 katholisch, 46 evangelisch und 6 jüdisch.
- 1933: 1728[1]
- 1939: 1739[1]
- 1945: 1969
- 1950: 1848
- 1957: 2768
- 2007: 2842[2]

## Gmina
Zur Stadt- und Landgemeinde Bardo gehören folgende Orte:
- Bardo (Wartha)
- Brzeźnica (Briesnitz)
- Dębowina (Eichau)
- Dzbanów (Banau)
- Grochowa (Grochau)
- Janowiec (Johnsbach)
- Laskówka (Gierichswalde)
- Opolnica (Giersdorf)
- Potworów (Riegersdorf)
- Przyłęk (Frankenberg)

## Persönlichkeiten
- Heinrich Götze (1836–1906), Musikpädagoge und Komponist
- Fritz Mielert (1879–1947), Fotograf und Heimatschriftsteller
- Georg Poppe (1883–1963), Maler und Graphiker
- Gundolf Keil (* 1934), Medizinhistoriker und Germanist
- Volker Schmidtchen (* 1945), Technik- und Militärhistoriker